# کلارا کلاریتا
کلارا کلاریتا (به انگلیسی: Clara Clarita) یک کشتی بود که طول آن ۱۳۰ فوت (۴۰ متر) بود. این کشتی در سال ۱۸۶۳ ساخته شد.